# خوسيه ماريا بونيلا
خوسيه ماريا بونيلا (بالإسبانية: José María Bonilla)‏ هو كاتب وشاعر غواتيمالي، ولد في 1889 في إدارة جالابا في غواتيمالا، وتوفي في 1957.